# サブリナ・フィルツモザー
サブリナ・フィルツモザー（Sabrina Filzmoser、1980年6月12日- ）は、オーストリアのヴェルス出身の柔道選手。階級は57kg級。身長173cm。

## 人物
柔道は8歳の時に始めた。学校を卒業するとオーストリア軍に入隊した。2004年アテネオリンピックには出場できなかったが、2005年の世界選手権では3位となった。2006年にはフランス国際やドイツ国際でも優勝した。2008年にはヨーロッパ選手権で優勝するが、北京オリンピックでは初戦で北朝鮮のケー・スンヒに横落で敗れた。その後、2010年の世界選手権では準決勝でポルトガルのテルマ・モンテイロに技ありで敗れるも、再び3位となった。2012年のロンドンオリンピックでは7位に終わった。2016年のリオデジャネイロオリンピックでは初戦で敗れた。2019年のグランプリ・ブダペストでは3位になり、IJFワールド柔道ツアー最年長となる39歳30日でメダルを獲得することになった。2021年に日本武道館で開催された東京オリンピックには全階級で最年長となる41歳での出場を果たすも、初戦でフランスのサンネ・フェルハーヘンに敗れた。

## 主な戦績
- 1997年 - ヨーロッパジュニア　3位
- 1998年 - 世界ジュニア　5位
- 1998年 - ヨーロッパジュニア　優勝
- 1999年 - ミリタリーワールドゲームズ　2位
- 2002年 - フランス国際　3位
- 2003年 - オーストリア国際　2位
- 2003年 - ヨーロッパ選手権　3位
- 2005年 - ブルガリア国際　優勝
- 2005年 - オーストリア国際　優勝
- 2005年 - ヨーロッパ選手権　3位
- 2005年 - 世界選手権　3位
- 2005年 - 福岡国際　3位
- 2006年 - フランス国際　優勝
- 2006年 - ドイツ国際　優勝
- 2006年 - ロシア国際　2位
- 2006年 - ヨーロッパ選手権　3位
- 2007年 - オーストリア国際　3位
- 2007年 - ドイツ国際　3位
- 2007年 - ロシア国際　優勝
- 2007年 - ミリタリーワールドゲームズ　優勝
- 2008年 - ブルガリア国際　2位
- 2008年 - フランス国際　優勝
- 2008年 - ヨーロッパ選手権　優勝
- 2009年 - グランプリ・チュニス　2位
- 2009年 - グランドスラム・リオデジャネイロ　3位
- 2009年 - グランプリ・アブダビ　3位
- 2010年 - ヨーロッパ選手権　2位
- 2010年 - グランプリ・チュニス　2位
- 2010年 - グランドスラム・リオデジャネイロ　3位
- 2010年 - グランドスラム・モスクワ　優勝
- 2010年 - 世界選手権　3位
- 2010年 - グランプリ・アブダビ　優勝
- 2011年 - ワールドマスターズ　5位
- 2011年 - ヨーロッパ選手権　優勝
- 2011年 - グランプリ・バクー　3位
- 2011年 - グランドスラム・リオデジャネイロ　3位
- 2012年 - ロンドンオリンピック　7位
- 2013年 - ヨーロッパオープン・オーバーヴァルト　2位
- 2013年 - ヨーロッパ選手権　3位
- 2013年 - グランドスラム・モスクワ　3位
- 2014年 - グランドスラム・パリ　5位
- 2014年 - グランプリ・サムスン　5位
- 2014年 - ヨーロッパ選手権　3位
- 2014年 - グランドスラム・バクー　優勝
- 2014年 - グランプリ・ハバナ　2位
- 2014年 - グランドスラム・チュメニ　3位
- 2014年 - 世界選手権　7位
- 2014年 - グランプリ・アスタナ　2位
- 2014年 - グランドスラム・アブダビ　3位
- 2015年 - グランドスラム・パリ　3位
- 2016年 - グランドスラム・バクー　3位
- 2017年 - グランプリ・カンクン　3位
- 2018年 -　グランプリ・アンタルヤ　3位
- 2019年 - ヨーロッパ競技大会団体戦　3位
- 2019年 - グランプリ・ブダペスト　3位

(出典、JudoInside.com)　